# Jan Gunnarsson
Jan Gunnarsson (* 30. Mai 1962 in Olofström, Blekinge län) ist ein ehemaliger schwedischer Tennisspieler.

## Karriere
Gunnarsson stand 1979 im Finale des Juniorenturniers der US Open, in dem er gegen Scott Davis das Nachsehen hatte. Im selben Jahr zog er sich beim Training mit Björn Borg eine Knieverletzung zu, danach trat er stets mit einer Kniebandage an. 1982 wurde er nationaler schwedischer Hallenmeister und er gewann in Stockholm seinen ersten Doppeltitel auf der ATP World Tour. 1985 konnte er in Wien den einzigen Einzeltitel seiner Karriere erringen, weitere vier Mal stand er in seiner Karriere in einem Einzelfinale. Er errang neun Doppeltitel und stand in zehn weiteren Doppel-Endspielen. Seine höchsten Notierungen in der ATP-Weltrangliste erreichte er 1985 mit Position 25 im Einzel sowie 1984 mit Platz 20 im Doppel.
Sein bestes Abschneiden bei einem Grand-Slam-Turnier im Einzel war seine Halbfinalteilnahme bei den Australian Open im Jahr 1989. Nach Siegen unter anderem über Henri Leconte und Jonas Svensson unterlag er Miloslav Mečíř klar in drei Sätzen. Im Doppel erreichte er 1985 das Achtelfinale der French Open.
Gunnarsson absolvierte zwischen 1985 und 1990 eine Partie im Einzel sowie vier Doppelpartien für die schwedische Davis-Cup-Mannschaft. Sein größter Erfolg mit der Mannschaft war die Finalteilnahme 1989. Bei der 2:3-Niederlage gegen Deutschland verlor er an der Seite von Anders Järryd in fünf Sätzen gegen Boris Becker und Eric Jelen.

## Erfolge
| Legende                       |
| Grand Slam                    |
| Tennis Masters Cup            |
| ATP Masters Series            |
| ATP International Series Gold |
| ATP International Series      |
| ATP Challenger Series         |

### Einzel

#### Turniersiege

##### ATP Tour
| Nr. | Datum             | Turnier | Belag       | Finalgegner | Ergebnis                |
| --- | ----------------- | ------- | ----------- | ----------- | ----------------------- |
| 1.  | 24. November 1985 | Wien    | Teppich (i) | Libor Pimek | 6:7, 6:2, 6:4, 1:6, 7:5 |

##### Challenger Tour
| Nr. | Datum            | Turnier | Belag   | Finalgegner  | Ergebnis |
| --- | ---------------- | ------- | ------- | ------------ | -------- |
| 1.  | 23. August 1982  | Brüssel | Sand    | Alberto Tous | 6:4, 6:4 |
| 2.  | 5. März 1984     | Wien    | Teppich | John Sadri   | 6:3, 6:3 |
| 3.  | 30. Oktober 1989 | Bergen  | Teppich | Brad Pearce  | 6:3, 7:6 |

#### Finalteilnahmen
| Nr. | Datum           | Turnier   | Belag         | Finalgegner     | Ergebnis      |
| --- | --------------- | --------- | ------------- | --------------- | ------------- |
| 1.  | 12. März 1984   | Metz      | Hartplatz (i) | Ramesh Krishnan | 3:6, 3:6      |
| 2.  | 6. Oktober 1986 | Toulouse  | Hartplatz (i) | Guy Forget      | 6:4, 3:6, 2:6 |
| 3.  | 13. Juli 1987   | Stuttgart | Sand          | Miloslav Mečíř  | 0:6, 2:6      |
| 4.  | 20. Mai 1991    | Bologna   | Sand          | Paolo Canè      | 7:5, 3:6, 5:7 |

### Doppel

#### Turniersiege

##### ATP Tour
| Nr. | Datum              | Turnier   | Belag         | Partner           | Finalgegner                     | Ergebnis      |
| --- | ------------------ | --------- | ------------- | ----------------- | ------------------------------- | ------------- |
| 1.  | 7. November 1982   | Stockholm | Hartplatz (i) | Mark Dickson      | Sherwood Stewart Ferdi Taygan   | 7:6, 6:7, 6:4 |
| 2.  | 12. März 1983      | Nancy     | Teppich (i)   | Anders Järryd     | Tim Gullikson Bernard Mitton    | 6:3, 7:6      |
| 3.  | 14. April 1984     | Nizza     | Sand          | Michael Mortensen | Hans Gildemeister Andrés Gómez  | 6:1, 7:5      |
| 4.  | 21. April 1984     | Båstad    | Sand          | Michael Mortensen | Juan Avendaño Fernando Roese    | 6:0, 6:0      |
| 5.  | 24. November 1984  | Toulouse  | Teppich (i)   | Michael Mortensen | Pavel Složil Tim Wilkison       | 6:4, 6:2      |
| 6.  | 27. September 1986 | Barcelona | Sand          | Joakim Nyström    | Carlos di Laura Claudio Panatta | 6:3, 6:4      |
| 7.  | 11. Juli 1987      | Gstaad    | Sand          | Tomáš Šmíd        | Loïc Courteau Guy Forget        | 7:6, 6:2      |
| 8.  | 21. Oktober 1989   | Wien      | Teppich (i)   | Anders Järryd     | Paul Annacone Kelly Evernden    | 6:2, 6:3      |
| 9.  | 20. April 1991     | Nizza     | Sand          | Rikard Bergh      | Vojtěch Flégl Nicklas Utgren    | 6:4, 4:6, 6:3 |

##### Challenger Tour
| Nr. | Datum           | Turnier    | Belag | Partner         | Finalgegner                | Ergebnis      |
| --- | --------------- | ---------- | ----- | --------------- | -------------------------- | ------------- |
| 1.  | 6. Juli 1981    | Essen      | Sand  | Stefan Svensson | Ernie Ewert Damir Keretic  | 7:6, 7:6      |
| 2.  | 16. August 1982 | Le Touquet | Sand  | John Feaver     | David Graham Laurie Warder | 6:2, 5:7, 6:1 |

#### Finalteilnahmen
| Nr. | Datum              | Turnier     | Belag         | Partner           | Finalgegner                         | Ergebnis      |
| --- | ------------------ | ----------- | ------------- | ----------------- | ----------------------------------- | ------------- |
| 1.  | 16. Mai 1983       | Rom         | Sand          | Mike Leach        | Francisco González Víctor Pecci     | 2:6, 7:6, 4:6 |
| 2.  | 16. April 1984     | Monte Carlo | Sand          | Mats Wilander     | Mark Edmondson Sherwood Stewart     | 2:6, 1:6      |
| 3.  | 15. Oktober 1984   | Köln (1)    | Sand          | Joakim Nyström    | Wojciech Fibak Sandy Mayer          | 1:6, 3:6      |
| 4.  | 12. November 1984  | Treviso     | Teppich       | Sherwood Stewart  | Pavel Složil Tim Wilkison           | 2:6, 3:6      |
| 5.  | 23. September 1985 | Barcelona   | Teppich       | Michael Mortensen | Sergio Casal Emilio Sánchez Vicario | 3:6, 3:6      |
| 6.  | 21. Oktober 1985   | Köln (2)    | Hartplatz (i) | Peter Lundgren    | Alex Antonitsch Michiel Schapers    | 4:6, 5:7      |
| 7.  | 31. März 1986      | Köln (3)    | Hartplatz (i) | Peter Lundgren    | Kelly Evernden Chip Hooper          | 4:6, 7:6, 3:6 |
| 8.  | 19. Oktober 1986   | Basel       | Teppich (i)   | Tomáš Šmíd        | Guy Forget Yannick Noah             | 6:7, 4:6      |
| 9.  | 6. Februar 1989    | Rotterdam   | Teppich (i)   | Magnus Gustafsson | Miloslav Mečíř Milan Šrejber        | 6:7, 0:6      |
| 10. | 15. Juli 1990      | Båstad      | Sand          | Udo Riglewski     | Ronnie Båthman Rikard Bergh         | 1:6, 4:6      |